# 確率音楽
確率音楽（かくりつおんがく）とはヤニス・クセナキスが提唱した概念である。

## 歴史
第二次大戦前までは、新古典主義、十二音音楽、微分音音楽、あるいは晩期ロマン派といった音楽が主流であり、ヨーゼフ・マティアス・ハウアーの「トローペ」がある他は、「何パーセントの確率で音が鳴る」などといった概念での作曲はほぼ行なわれていなかった。オリヴィエ・メシアンはクセナキスに対して「数学を音楽に使いなさい」と助言したが、これにより、クセナキスは数学の専門家ではなかったものの、工科大学で数学を履修していた経験を生かして作曲をするようになった。これが確率音楽の始まりであった。クセナキス本人は「この技法を政治犯にささげる」と述べた。

## 技法
世界初の「確率音楽」はオーケストラのための「アホリプシス」・「ピトプラクタ」である。この作品はLP化も非常に早く行われ、技法の宣伝にも役に立った。ポワソン分布などの確率方程式を用いて単位時間間になる音の数をまず最初に決め、その数の分布を数学を用いて配列した、と作曲者は説明している。
しかしながら、確率音楽を成立させるために全面的セリー音楽に特徴的な極端な高音や低音が、本当に必要なのかどうかについてはクセナキスは説明していない。清水穣は「クセナキスは自分こそがセリー音楽の正当な継承者であることを指摘するため、このような数学を用いる手段に出た」とTimpani社のCdリリース(cf. M1C 1068の日本版東京エムプラス)の際に日本語版解説で説明しており、これが正しければ「セリー音楽」の終着点をクセナキスが示したことになる。清水はまた「極性を持つセリアリスムに代えて、極性を持たないままの直接的な操作を導入した」と説明しているものの、後年のSTシリーズでは弦楽四重奏に極限のスピードとチェロの変則調弦による極端な低音を導入しているので、極性を持たないままの瞬間をそれほど重要視したとは言えない。厳密に定義するなら「極性を持つ瞬間と極性を持たない瞬間をすべて数学的にコントロールする」というのが正しくなるだろう。
クセナキスは数学的に算出された値を感覚的に修正することも多々あり、のちには修正すること自体が作曲のメインになってしまったとも論じられており、これがUPICシステムの開発へつながる。

## その後
発案当初は「エキセントリックすぎる」「誰も継承できない」など批判も多かったが、のちにコンピュータ音楽の分野では確率や統計学が応用された音楽作品は多く、現在ではMax/MSPがその典型例として挙げられる。クセナキスの思想はこのように継承された。しかし、クセナキス本人はこのアイデアにさほど固執しておらず、晩年は、感覚的に音を並べていた。「面白いので使ったんですよ。つまらなかったら即ゴミ箱行き」と笑顔でインタビューに応じたと言われている。

## 関連文献
- ボグスワフ・シェッフェル：『作曲概論』
- ヴァルター・ギーゼラー：『20世紀の作曲』
- ヴァレリア・ツェノヴァ：『現代音楽の作曲理論』
- ヤニス・クセナキス：『形式化音楽』
- ヤニス・クセナキス：『音楽と建築』